# Pignone (Firenze)
Il Pignone è uno dei rioni di Firenze, amministrativamente compreso nel quartiere 4.

## Storia

### Dalle origini allo sviluppo ottocentesco
La zona a ridosso delle mura cittadine, vicino alla Porta San Frediano e conosciuta come borgo di Verzaia - dalla chiesa parrocchiale di Santa Maria a Verzaia - conobbe già nel Trecento uno sviluppo notevole. In occasione dell'assedio di Firenze del 1529 gran parte degli edifici di Verzaia fu distrutta e solo dopo più di un secolo la zona vide i primi segni di ripresa e di nuova urbanizzazione, legati alla crescita dei commerci sulla via Pisana e sull'Arno.
Fu nella seconda metà del Settecento che il nuovo borgo del Pignone, posto appunto tra la via Pisana e la riva sud dell'Arno giusto fuori da Porta San Frediano, assunse definitivamente le caratteristiche di una zona fittamente popolata e urbanizzata, grazie soprattutto alla presenza di un porticciolo dove attraccavano i barconi - i cosiddetti "navicelli" - che risalivano il fiume trasportando mercanzie, principalmente da e verso il porto di Livorno e che rappresentò di fatto, almeno fino alla nascita della prima ferrovia, la principale via di comunicazione e commercio verso la costa; la stessa etimologia di "pignone" è legata alla grossa bitta che veniva utilizzata per ancorare i navicelli.
Nel XVII secolo fu costruito l'oratorio di San Carlo Borromeo, sorto sopra un cratere di scavo per seppellirvi i morti nel '600 di peste; poi smantellato e ricostruito più lontano a causa dei lavori della linea tranviaria Firenze-Scandicci.
Lo sviluppo e l'autonomia del borgo fu in qualche misura sancita dalla consacrazione nel 1787 della nuova chiesa di Santa Maria al Pignone, centro spirituale di una parrocchia che già nel 1841 contava, secondo il Dizionario geografico fisico e storico della Toscana di Emanuele Repetti, 1 944 abitanti.
La crescita del Pignone proseguì nel XIX secolo con l'impianto di una fitta rete di opifici e manifatture - fra cui il gazometro cittadino e la prima grande fabbrica fiorentina, la "Fonderia del Ferro" (che in seguito sarebbe diventata il Nuovo Pignone) - trasformando di fatto il borgo nella prima zona industriale di Firenze.
Nel 1837 fu costruito da una ditta francese proprio all'altezza del Pignone un ponte sull'Arno - il "Ponte Pietro Leopoldo o San Leopoldo", detto comunemente Ponte Sospeso - tipico esempio di quell'architettura in ferro che ebbe il suo esempio più famoso con la torre Eiffel a Parigi. Questa novità trasformò il quartiere in un importante punto di transito in quanto comodo attraversamento per chi giungeva da sud (direzione Siena) o da ovest (direzione Pisa). Oltretutto nel 1848 a poche centinaia di metri, giusto dall'altra parte dell'Arno, fu inaugurata la Stazione Leopolda, terminal fiorentino della linea Leopolda.
Fra il 1911 ed il 1936 era servito dalle tranvie 15 e 16 per Casellina e Vingone, che partendo da via de' Pecori attraversavano via de' Fossi, il Ponte alla Carraia e si immettevano in piazza Nazario Sauro girando poi nella via Pisana; le stesse facevano parte della vecchia rete tranviaria, smantellata entro il 1958.

## Gli anni delle fabbriche e degli operai: il quartiere all'inizio del XX secolo

### Crescita e trasformazioni urbane negli anni del fascismo
Nel 1932 il vecchio Ponte Sospeso fu sostituito da un nuovo e più grande ponte in muratura, il Ponte alla Vittoria, distrutto dalle mine tedesche nel 1944 e ricostruito nell'immediato dopoguerra. Fino al 1978 il ponte alla Vittoria rimase l'attraversamento più a valle sul fiume Arno nell'area fiorentina.

## Il Pignone oggi
Il rione, chiuso tra il centro storico di Firenze, il fiume Arno e le colline, non poteva permettere un ampio sviluppo industriale, e l'espansione della città fece sì che tra il 1900 ed il 1920 le fabbriche si spostassero, molte verso la zona di Rifredi, lasciando spazio alle abitazioni.
Oggi rimangono alcuni toponimi (via della Fonderia) e le strutture del gazometro a testimonianza del passato industriale.